# 豪拉斯·本采
豪拉斯·本采（匈牙利語：Halász Bence，1997年8月4日—）是一名专长于链球的匈牙利田径运动员。他在2019年世界田径锦标赛上赢得了铜牌。另外，他在2017年欧洲U23田径锦标赛和2016年世界U20田径锦标赛上赢得了金牌。2018年，他在柏林举行的欧洲田径锦标赛上赢得了铜牌。